# Зеленика, Оливер
О́ливер Зеле́ника (хорв. Oliver Zelenika; 14 мая 1993, Загреб, Хорватия) — хорватский футболист, вратарь и капитан клуба «Вараждин».

## Биография
Воспитанник школы загребского «Динамо». В 2011 году вызывался на матчи основной команды в еврокубках. Сезон 2012/13 провёл в аренде в клубе «Рудеш». Начиная с сезона 2013/14 выступает в основе «Динамо». Основной вратарь команды в Лиге Европы. В начале 2014 года перешёл на правах аренды в загребский клуб «Локомотива», в котором провёл 15 матчей.
Выступал за юношеские сборные Хорватии до 17 и до 19 лет, а также за молодёжную сборную до 21 года. Принимал участие в молодёжном чемпионате Европы 2013 в Турции. В 2014 году вызывался в состав национальной сборной Хорватии.